# تشارلي جونسون (لاعب كرة قدم أمريكية)
تشارلي جونسون (بالإنجليزية: Charley Johnson)‏ هو لاعب كرة قدم أمريكية أمريكي، ولد في 22 نوفمبر 1938 في بيغ سبرينغ في الولايات المتحدة.

## وصلات خارجية
- تشارلي جونسون (لاعب كرة قدم أمريكية) على موقع مرجع كرة القدم المحترفة.كوم (الإنجليزية)
- تشارلي جونسون (لاعب كرة قدم أمريكية) على موقع قاعة نيو مكسيكو للمشاهير الرياضية (الإنجليزية)